# John Larson
Pour les articles homonymes, voir Larson.
John Barry Larson, né le 22 juillet 1948 à Hartford (Connecticut), est un homme politique américain, membre du Parti démocrate. Il est le représentant des États-Unis du 1er district du Connecticut depuis 1999. 
Larson est l'ancien président du Caucus démocrate de la Chambre des représentants.

## Biographie
Diplômé de l'université d’État du centre du Connecticut (en) en 1971, John Larson devient professeur d'histoire puis assureur. Il est élu au conseil de l'éducation d'East Hartford en 1977. Deux ans plus tard, il entre au conseil municipal de la ville. En 1986, il est élu au Sénat du Connecticut, dont il est le président pro tempore de 1990 à 1998.
En 1998, il brigue la succession de la démocrate Barbara Kennelly (en) dans le 1er district du Connecticut, autour de la capitale de l'État Hartford. Il est élu à la Chambre des représentants des États-Unis avec 58,1 % face au républicain Kevin O'Connor. Il est depuis réélu tous les deux ans avec plus de 60 % des suffrages.
Il préside le caucus démocrate de la Chambre durant le 111e et le 112e Congrès.

## Sources
- (en) Cet article est partiellement ou en totalité issu de l’article de Wikipédia en anglais intitulé « John B. Larson » (voir la liste des auteurs).

1. 1 2 3  (en) « LARSON, John B., (1948 - ) », sur Biographical Directory of the United States Congress (consulté le 30 octobre 2016).
2. 1 2  (en) Ana Radelat, « Corey hopes third try is charm in ousting Larson », sur The Connecticut Mirror, 4 août 2016 (consulté le 31 octobre 2016).
3. ↑  (en) « Rep. John B. Larson, D-Conn. », Member Profile Page, sur Roll Call (consulté le 30 octobre 2016).